# Islanda ai Giochi della XXIX Olimpiade
L'Islanda ha partecipato ai Giochi della XXIX Olimpiade di Pechino, svoltisi dall'8 al 24 agosto 2008, con una delegazione di 27 atleti.

## Medaglie
| Medaglia | Atleta  | Sport     | Evento          |
| -------- | ------- | --------- | --------------- |
| Argento  | Islanda | Pallamano | Torneo maschile |

## Atletica leggera
| Gara                             | Atleta                | Qualificazioni | Qualificazioni | Finale | Finale |
| Gara                             | Atleta                | Misura         | Pos.           | Misura | Pos.   |
| -------------------------------- | --------------------- | -------------- | -------------- | ------ | ------ |
| Lancio del martello maschile     | Bergur Ingi Pétursson | 71,63 m        | 25             |        |        |
| Salto con l'asta femminile       | Þórey Edda Elísdóttir | 4,15 m         | 23             |        |        |
| Lancio del giavellotto femminile | Ásdís Hjálmsdóttir    | 48,59 m        | 50             |        |        |

## Badminton
| Gara              | Atleta              | Turno 1                                     | Sedicesimi | Ottavi | Quarti | Semifinali | Finale |
| ----------------- | ------------------- | ------------------------------------------- | ---------- | ------ | ------ | ---------- | ------ |
| Singolo femminile | Ragna Ingólfsdóttir | Eriko Hirose (Giappone) 6-21, 7-19 ritirata |            |        |        |            |        |

## Judo
| Gara    | Atleta                | Tabellone principale                  | Tabellone principale                   | Tabellone principale | Tabellone principale | Tabellone principale | Ripescaggi | Ripescaggi | Ripescaggi | Ripescaggi |
| Gara    | Atleta                | Sedicesimi                            | Ottavi                                 | Quarti               | Semifinali           | Finale               | 1º turno   | Quarti     | Semifinali | Finale     |
| ------- | --------------------- | ------------------------------------- | -------------------------------------- | -------------------- | -------------------- | -------------------- | ---------- | ---------- | ---------- | ---------- |
| +100 kg | Þormóður Árni Jónsson | Pablo Figueroa (Porto Rico) 1000-0001 | Mohammad Reza Roudaki (Iran) 0000-1000 |                      |                      |                      |            |            |            |            |

## Nuoto
| Gara               | Atleta                 | Batterie | Batterie | Semifinali | Semifinali | Finale | Finale |
| Gara               | Atleta                 | Tempo    | Pos.     | Tempo      | Pos.       | Tempo  | Pos.   |
| ------------------ | ---------------------- | -------- | -------- | ---------- | ---------- | ------ | ------ |
| 50 m stile libero  | Árni Már Árnason       | 22"81    | 44       |            |            |        |        |
| 100 m stile libero | Örn Arnarson           | 50"68    | 49       |            |            |        |        |
| 100 m dorso        | Örn Arnarson           | 56215    | 35       |            |            |        |        |
| 100 m rana         | Jakob Jóhann Sveinsson | 1'02"50  | 47       |            |            |        |        |
| 200 m rana         | Jakob Jóhann Sveinsson | 2'15"38  | 38       |            |            |        |        |
| 100 m farfalla     | Hjörtur Már Reynisson  | 54"17    | 52       |            |            |        |        |

| Gara               | Atleta                   | Batterie | Batterie | Semifinali | Semifinali | Finale | Finale |
| Gara               | Atleta                   | Tempo    | Pos.     | Tempo      | Pos.       | Tempo  | Pos.   |
| ------------------ | ------------------------ | -------- | -------- | ---------- | ---------- | ------ | ------ |
| 50 m stile libero  | Ragnheiður Ragnarsdóttir | 25"82    | 36       |            |            |        |        |
| 100 m stile libero | Ragnheiður Ragnarsdóttir | 56"35    | 35       |            |            |        |        |
| 200 m stile libero | Sigrún Brá Sverrisdóttir | 2'04"82  | 45       |            |            |        |        |
| 100 m dorso        | Sarah Blake Bateman      | 1'03"82  | 41       |            |            |        |        |
| 100 m rana         | Erla Dögg Haraldsdóttir  | 1'11"78  | 40       |            |            |        |        |
| 200 m misti        | Erla Dögg Haraldsdóttir  | 2'20"53  | 35       |            |            |        |        |

## Pallamano

### Torneo maschile
La nazionale islandese si è qualificata per i Giochi nel primo torneo preolimpico.

#### Squadra
La squadra era formata da:
- Alexander Petersson (ala destra)
- Arnór Atlason (terzino sinistro)
- Ásgeir Örn Hallgrímsson (terzino destro)
- Björgvin Páll Gustavsson (portiere)
- Guðjón Valur Sigurðsson (ala sinistra)
- Hreiðar Guðmundsson (portiere)
- Ingimundur Ingimundarson (ala sinistra)
- Logi Eldon Geirsson (ala sinistra)
- Ólafur Stefánsson (ala destra)
- Róbert Gunnarsson (pivot)
- Sigfús Sigurðsson (pivot)
- Snorri Steinn Guðjónsson (centrale)
- Sturla Ásgeirsson (ala sinistra)
- Sverre Andreas Jakobsson (pivot)

#### Prima fase
| Arbitro: | Krstic (SLO), Ljubic (SLO) |

|            |           |               |
| Igropulo 9 | Marcatori | Gudjonsson 12 |

| Arbitro: | Bord (FRA), Buy (FRA) |

|              |           |          |
| Guðjónsson 8 | Marcatori | Kraus 13 |

| Arbitro: | Baum (POL), Goralczyk (POL) |

|        |           |                        |
| Yoon 6 | Marcatori | Geirsson, Sigurdsson 5 |

| Arbitro: | Canbro (SWE), Claesson (SWE) |

|            |           |              |
| Nøddesbo 6 | Marcatori | Guðjónsson 8 |

| Arbitro: | Din (ROU), Dinu (ROU) |

|               |           |        |
| Sigurðsson 10 | Marcatori | Zaky 9 |

| Squadra          | Giocate | Vinte | Pareggiate | Perse | Gol fatti | Gol subiti | Differenza reti | Punti |
| ---------------- | ------- | ----- | ---------- | ----- | --------- | ---------- | --------------- | ----- |
| 1. Corea del Sud | 5       | 3     | 0          | 2     | 122       | 129        | -7              | 6     |
| 2. Danimarca     | 5       | 2     | 2          | 1     | 137       | 131        | 6               | 6     |
| 3. Islanda       | 5       | 2     | 2          | 1     | 151       | 146        | 5               | 6     |
| 4. Russia        | 5       | 2     | 1          | 2     | 126       | 121        | 5               | 5     |
| 5. Germania      | 5       | 2     | 1          | 2     | 126       | 130        | -4              | 5     |
| 6. Egitto        | 5       | 0     | 2          | 3     | 127       | 132        | -5              | 2     |

#### Seconda fase
Quarti di finale
| Arbitro: | Bord (FRA), Buy (FRA) |

|           |           |             |
| Tkaczyk 6 | Marcatori | Petersson 6 |

Semifinale
| Arbitro: | Krstic (SLO), Ljubic (SLO) |

|                          |           |         |
| Sigurðsson 7, Geirsson 7 | Marcatori | Rocas 6 |

Finale
| Arbitro: | Lemme (GER), Ullrich (GER) |

|             |           |              |
| Karabatic 8 | Marcatori | Stefansson 5 |